# Solin
Solin este un oraș în cantonul Split-Dalmația, Croația, având o populație de 23.926 de locuitori (2011).

## Demografie
Componența etnică a orașului Solin
     Croați (98,46%)
     Necunoscut (0,13%)
     Neclasificat (1,17%)
Componența confesională a orașului Solin
     Catolici (94,61%)
     Fără religie și atei (1,93%)
     Necunoscută (1,27%)
     Alte religii (2,2%)
Conform recensământului din 2011, orașul Solin avea 23.926 de locuitori. Din punct de vedere etnic, majoritatea locuitorilor (98,46%) erau croați. Apartenența etnică nu este cunoscută în cazul a 0,13% din locuitori. Din punct de vedere confesional, majoritatea locuitorilor (94,61%) erau catolici, cu o minoritate de persoane fără religie și atei (1,93%). Pentru 1,27% din locuitori nu este cunoscută apartenența confesională.
Aici se afla orașul antic Salona.